# ام‌وی بودیکا
ام‌وی بودیکا (به انگلیسی: MV Boudicca) یک کشتی است که طول آن ۱۷۷٫۷۰ متر (۵۸۳ فوت ۰ اینچ) می‌باشد. این کشتی در سال ۱۹۷۵ ساخته شد.